# Wahlblindheit
Wahlblindheit (englisch choice blindness) ist ein Phänomen, bei dem eine Person nicht zwischen eigentlich auffälligen Unterschieden, zwischen ihrer beabsichtigten Wahl und dem tatsächlichen Ergebnis unterscheiden kann.
Soll eine Versuchsperson beispielsweise aus zwei Abbildungen mit Gesichtern das attraktivere Gesicht wählen und vertauscht man die Abbildungen unauffällig für die Versuchsperson, während die Person ihre Entscheidung begründet, so merkt die Versuchsperson nur selten das Vertauschen und verteidigt dennoch ihre (falsche) Wahl. Dies gilt selbst dann, wenn die Person längere Zeit hatte, sich mit den beiden Gesichtern vorher zu befassen.
Die Forscher Petter Johansson, Lars Hall, S. Sikström und A. Olsson von der Universität Lund beschrieben diesen Effekt 2005 in der Fachzeitschrift Science.